# Saison 3 de Dynastie (2017)
Cet article concerne le reboot de 2017. Pour la série originale de 1981, voir Saison 3 de Dynastie (1981).
Chronologie
Saison 2 Saison 4
Cet article présente le guide des épisodes de la troisième saison de la série télévisée américaine Dynastie.

## Généralités

### Diffusion
- Aux États-Unis, la saison a été diffusée entre le 11 octobre 2019 et le 8 mai 2020 sur le réseau The CW.
- Au Canada et dans tous les pays francophones, elle a été mise en ligne intégralement le 23 mai 2020 sur Netflix.

### Audiences
- La saison a réuni une moyenne de 358 000 téléspectateurs[1].
- La meilleure audience de la saison a été réalisée par le premier épisode, Au bout de la culpabilité, avec 450 000 téléspectateurs[1].
- La pire audience de la saison a été réalisée par le dix-huitième épisode, Comme si être prêtre était un péché !, avec 304 000 téléspectateurs. Il s'agit également de la pire audience de la série[1].

### Interruption du tournage
Cette troisième saison devait, à l'origine, être composée de 22 épisodes. Néanmoins, en mars 2020, le tournage du 21e épisode est interrompu par mesures de sécurités à la suite de la pandémie de Covid-19. Par conséquent, le nombre d'épisode de la saison est réduit et le tournage reprendra directement avec la quatrième saison.

## Distribution

### Acteurs principaux
- Elizabeth Gillies (VF : Olivia Luccioni) : Fallon Carrington
- Daniella Alonso (VF : Barbara Beretta) : Cristal Jennings
- Rafael de La Fuente (VF : Paolo Domingo) : Samuel Josiah « Sammy Jo » Jones
- Sam Underwood (VF : Julien Allouf) : Dr Adam Carrington
- Michael Michele (VF : Géraldine Asselin) : Dominique Deveraux
- Robert Christopher Riley (VF : Jean-Baptiste Anoumon) : Michael Culhane
- Sam Adegoke (en) (VF : Namakan Koné) : Jeff Colby (à partir de l’episode 3)
- Maddison Brown (VF : Elisa Oriol) : Kirby Anders
- Adam Huber (VF : Cédric Dumond) : Jack « Liam » Ridley-Lowden
- Alan Dale (VF : Thierry Murzeau) : Joseph Anders
- Grant Show (VF : Thierry Ragueneau) : Blake Carrington
- Elaine Hendrix (VF : Marie-Martine Bisson) : Alexis Carrington (à partir de l'épisode 8)

### Acteurs récurrents
- Wakeema Hollis (VF : Youna Noiret) : Monica Colby
- Nicole Zyana (VF : Sidonie Laurens) : Allison
- Chase Anderson (VF : Sébastien Ossard) : Tony
- Sharon Lawrence (VF : Juliette Degenne) : Laura Van Kirk
- Ken Kirby : Evan Tate
- Jade Payton (VF : Aurore Saint-Martin) : Vanessa Deveraux
- Kelli Barrett : Nadia
- Daniel DiTomasso : Fletcher Myers
- Emily Rudd (VF : Flora Brunier) : Heidi
- John Jackson Hunter : Connor

### Acteurs invités
- Taylor Black (VF : Cindy Lemineur) : Ashley Cunningham
- Kelly Rutherford (VF : Julie Dumas) : Melissa Daniels
- Ashanti (VF : Charlotte Daniel) : elle-même
- Geovanni Gopradi (en) (VF : Jean Rieffel) : Roberto « Beto » Flores
- Wil Traval : père Caleb Collins
- Danny Trejo : lui-même

## Épisodes

### Épisode 1:Au bout de la culpabilité
- États-Unis : 11 octobre 2019 sur The CW
- reste du  : 23 mai 2020 sur Netflix

- États-Unis : 450 000 téléspectateurs[1]

- Il s'agit du premier épisode dans lequel le personnage de Cristal Jennings est interprété par Daniella Alonso à la suite du départ d'Ana Brenda Contreras qui l'interprétait dans la saison précédente. Contrairement au personnage d'Alexis Carrington, le changement de visage de Cristal n'est pas intégré dans l'intrigue[3].

### Épisode 2:Gagner la guerre
- États-Unis : 18 octobre 2019 sur The CW
- reste du  : 23 mai 2020 sur Netflix

- États-Unis : 412 000 téléspectateurs[1]

### Épisode 3:La chasse aux fantômes
- États-Unis : 25 octobre 2019 sur The CW
- reste du  : 23 mai 2020 sur Netflix

- États-Unis : 416 000 téléspectateurs[1]

### Épisode 4:Désespoir
- États-Unis : 1er novembre 2019 sur The CW
- reste du  : 23 mai 2020 sur Netflix

- États-Unis : 350 000 téléspectateurs[1]

- Il s'agit d'un épisode musical. Il contient quatre numéros musicaux : Everybody Wants to Rule the World par Grant Show et Sam Underwood ; Against All Odds (Take a Look at Me Now) par Elizabeth Gillies ; You Can't Hurry Love par Rafael de La Fuente et Elizabeth Gillies ; et Burning Down the House par Daniella Alonso, Sam Underwood, Grant Show et Rafael de La Fuente.

### Épisode 5:Bienvenue à La Mirage!
- États-Unis : 8 novembre 2019 sur The CW
- reste du  : 23 mai 2020 sur Netflix

- États-Unis : 352 000 téléspectateurs[1]

### Épisode 6:De vieux souvenirs
- États-Unis : 15 novembre 2019 sur The CW
- reste du  : 23 mai 2020 sur Netflix

- États-Unis : 376 000 téléspectateurs[1]

### Épisode 7:Au quart de tour
- États-Unis : 22 novembre 2019 sur The CW
- reste du  : 23 mai 2020 sur Netflix

- États-Unis : 443 000 téléspectateurs[1]

### Épisode 8:Le procès sensationnel de Blake Carrington
- États-Unis : 6 décembre 2019 sur The CW
- reste du  : 23 mai 2020 sur Netflix

- États-Unis : 369 000 téléspectateurs[1]

- Il s'agit du premier épisode dans lequel le personnage d'Alexis Carrington est interprété par Elaine Hendrix. Le personnage était précédemment interprété par Nicollette Sheridan puis par Elizabeth Gillies le temps de quelques épisodes. Pour justifier ce troisième changement, le personnage subit une seconde opération de chirurgie esthétique.

### Épisode 9:Tant que le caviar ne brûle pas
- États-Unis : 17 janvier 2020 sur The CW
- reste du  : 23 mai 2020 sur Netflix

- États-Unis : 339 000 téléspectateurs[1]

### Épisode 10:Du chagrin à noyer
- États-Unis : 24 janvier 2020 sur The CW
- reste du  : 23 mai 2020 sur Netflix

- États-Unis : 335 000 téléspectateurs[1]

### Épisode 11:Une blessure si profonde
- États-Unis : 31 janvier 2020 sur The CW
- reste du  : 23 mai 2020 sur Netflix

- États-Unis : 339 000 téléspectateurs[1]

### Épisode 12:Lignes de combat
- États-Unis : 7 février 2020 sur The CW
- reste du  : 23 mai 2020 sur Netflix

- États-Unis : 310 000 téléspectateurs[1]

### Épisode 13:La vie en noir ou blanc
- États-Unis : 21 février 2020 sur The CW
- reste du  : 23 mai 2020 sur Netflix

- États-Unis : 321 000 téléspectateurs[1]

- Il s'agit d'un épisode en noir et blanc.

### Épisode 14:La Marâtre
- États-Unis : 28 février 2020 sur The CW
- reste du  : 23 mai 2020 sur Netflix

- États-Unis : 338 000 téléspectateurs[1]

### Épisode 15:Situation délicate
- États-Unis : 27 mars 2020 sur The CW
- reste du  : 23 mai 2020 sur Netflix

- États-Unis : 315 000 téléspectateurs[1]

### Épisode 16:À quand la prochaine opération?
- États-Unis : 3 avril 2020 sur The CW
- reste du  : 23 mai 2020 sur Netflix

- États-Unis : 319 000 téléspectateurs[1]

### Épisode 17:Elle a annulé ...
- États-Unis : 10 avril 2020 sur The CW
- reste du  : 23 mai 2020 sur Netflix

- États-Unis : 379 000 téléspectateurs[1]

### Épisode 18:Comme si être prêtre était un péché!
- États-Unis : 17 avril 2020 sur The CW
- reste du  : 23 mai 2020 sur Netflix

- États-Unis : 304 000 téléspectateurs[1]

### Épisode 19:Des Robins des Bois
- États-Unis : 1er mai 2020 sur The CW
- reste du  : 23 mai 2020 sur Netflix

- États-Unis : 323 000 téléspectateurs[1]

### Épisode 20:Gueule de bois assurée
- États-Unis : 8 mai 2020 sur The CW
- reste du  : 23 mai 2020 sur Netflix

- États-Unis : 373 000 téléspectateurs[1]